# Heilig Hartbeeld (Dongen)
Het Heilig Hartbeeld is een standbeeld in de Nederlandse plaats Dongen.

## Achtergrond
Het Heilig Hartbeeld uit 1922 staat bij de Sint-Laurentiuskerk van Joseph Cuypers.

## Beschrijving

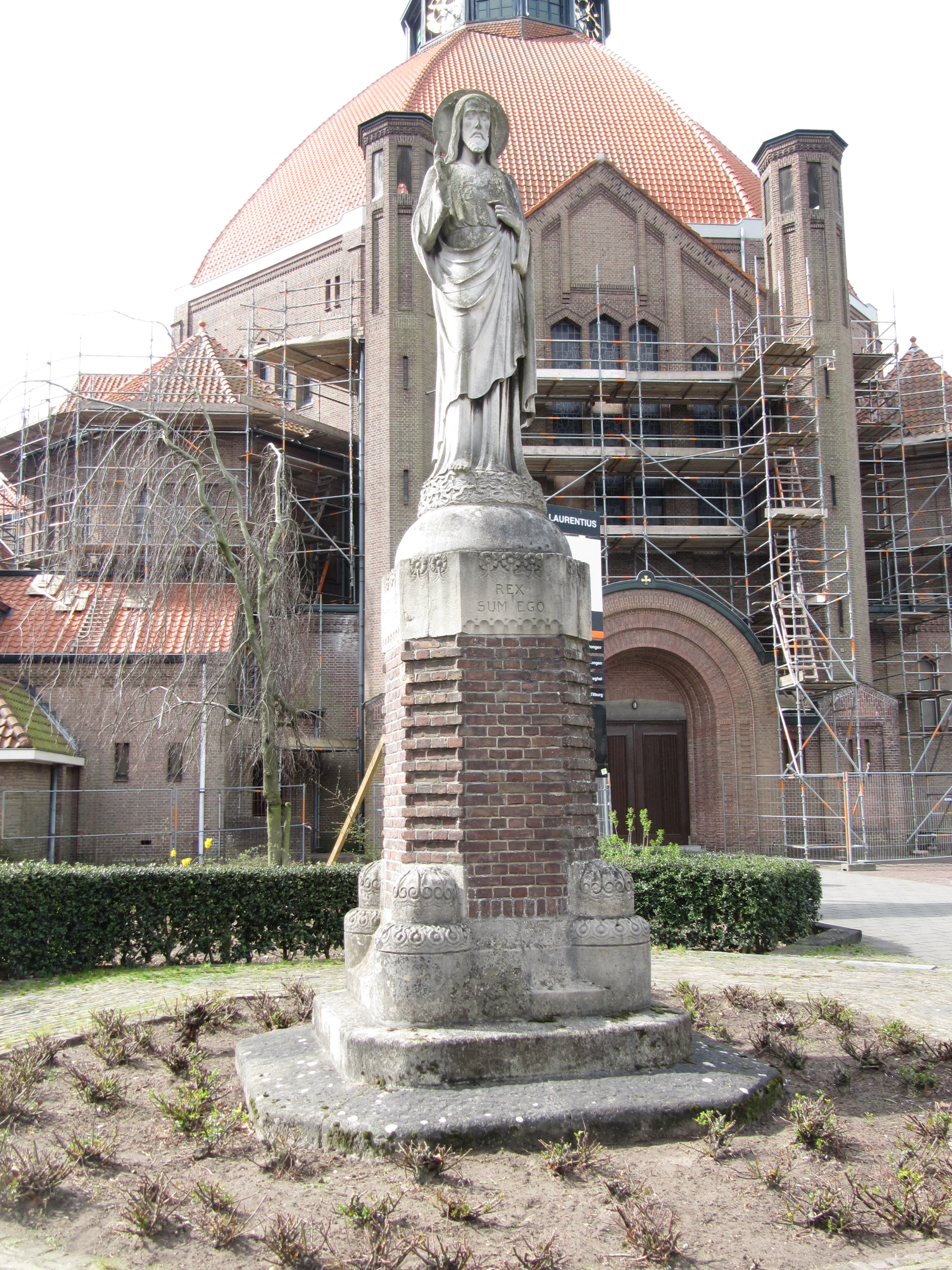

Een stenen staande Christusfiguur, met nimbus, houdt zijn rechterhand opgeheven, de linkerhand wijst naar het Heilig Hart op zijn borst. De achtkantige bakstenen sokkel heeft een witte kunststenen voet en kapiteel.

## Rijksmonument
Het beeldhouwwerk is erkend als rijksmonument, onder meer vanwege het "cultuurhistorisch belang als uitdrukking van de geestelijke ontwikkeling van het katholicisme in het Interbellum. Het beeld heeft kunsthistorische waarde wegens de vormgeving."